# 1886年臺灣

## 政府

### 斯卡羅酋邦

瑯嶠君主：朱雷（Cudjuy Garuljigulj）

### 清帝國

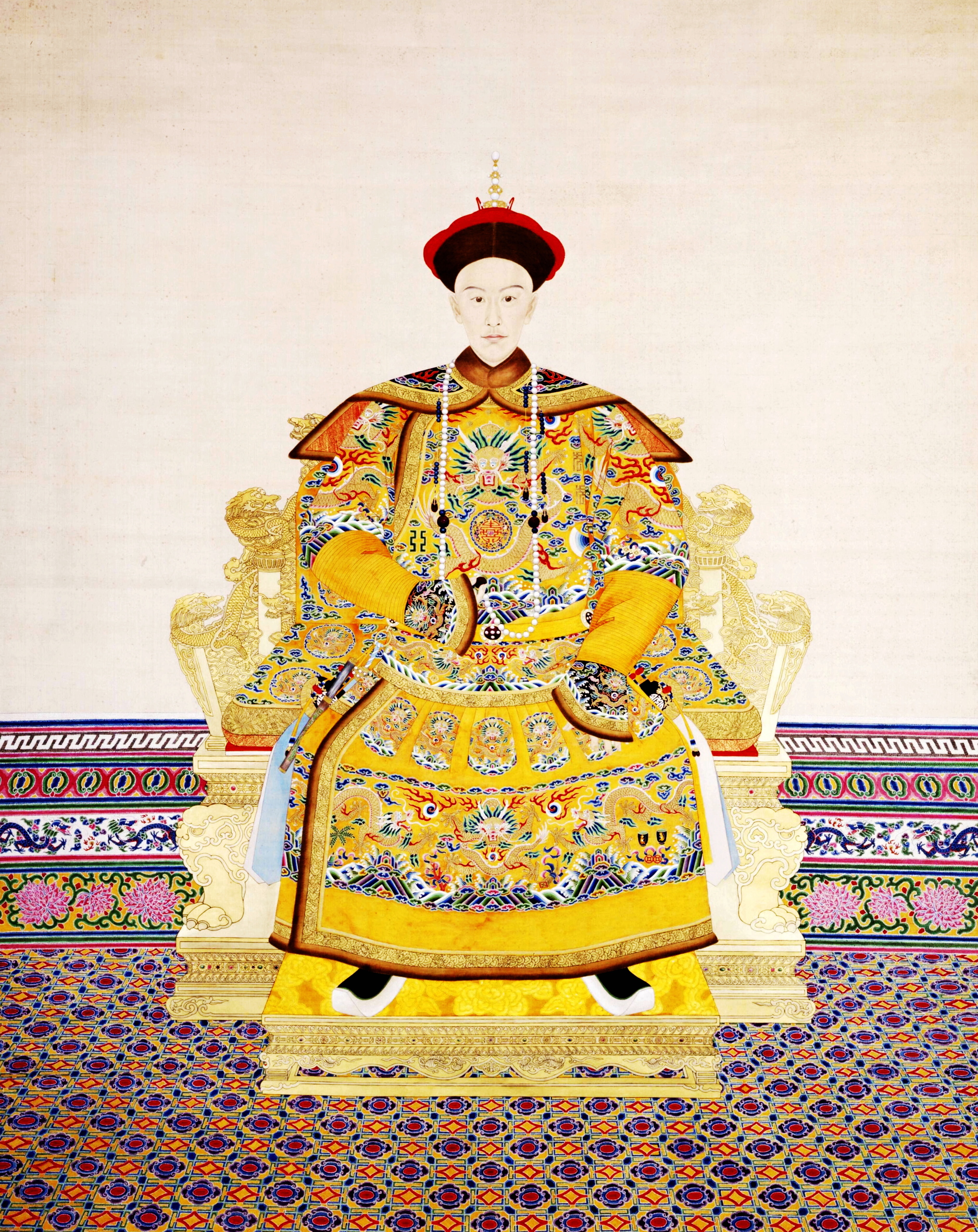
清朝皇帝：光绪帝
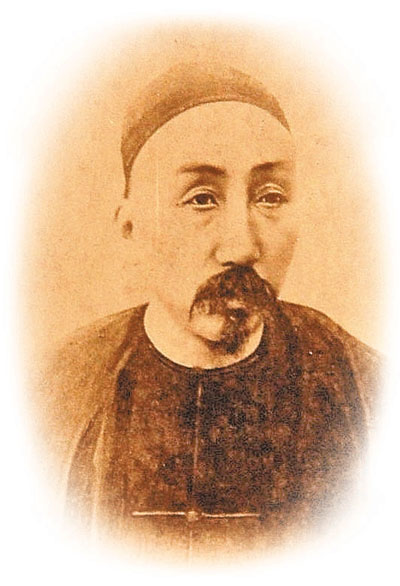
臺灣巡撫：劉銘傳
臺灣府知府：程起鶚
臺灣府知府：吳本

### 大豹共同體

總頭目：馬來‧伍利（Marai Wuri）

## 大事記
- 1月16日（十二月十二）：清廷對於劉銘傳〈籌度臺灣情形暫難改省會〉摺、楊昌濬〈籌度臺灣改設事宜請添設藩司〉摺做出回應，臺灣設省之事仍要進行，但參考甘肅新疆之制，讓臺灣福建聯成一氣[1]:101、102。
- 2月：劉銘傳對原住民泰雅族大嵙崁群發動大嵙崁戰役，戰爭持續至1892年。
- 6月26日（五月廿五）：臺北通商委員李彤恩與上海德國泰來洋行李德簽訂設置臺北與安平的陸上電報線合約[2]。
- 7月14日（六月十三）：楊昌濬與劉銘傳會奏〈遵議臺灣建省事宜〉摺，呈報建省相關事宜等候裁決[1]:102。

- 9月20日（八月廿三）：李彤恩與上海英國怡和洋行施本思簽訂設置臺灣到澎湖、廈門的水下電報線合約[2]。
- 10月11日（九月十四）：劉銘傳奏准設立臺北、安平陸上電報線與安平、澎湖、廈門水下電報線[2]。

## 出生
- 1月10日——蔡媽基，高雄企業家。經營媽基旅館、三井物產會社石炭特約販賣。曾任高雄勞働許給組合總監督。為「塩埕五虎」之一。
- 5月6日——陳朝駿，企業家，臺北大稻埕的茶商，曾任臺北茶商工會的會長。（1923年逝世）
- 6月27日——林呈祿，新聞工作者。曾任《台灣青年》、《台灣》、《台灣民報》、《台灣新民報》、《興南新聞》等報章雜誌社幹事。（1968年逝世）
- 11月23日——磯永吉，農業學者。日治時期與末永仁將臺灣的在來米成功改良成蓬萊米，讓臺灣農民大幅增加收益，被尊為「蓬萊米之父」。出生於日本廣島縣。（1972年逝世）